# Jaume I Crispo
Jaume I Crispo, nascut el 1384, fou el onzè duc de l'Arxipèlag i Naxos, baró d'Astrogidis, senyor de Milos, de Santorí, d'Astipàlea, Delos, i consenyor de Amorgos.
Va succeir al seu pare Francesc I Crispo quan aquest va morir el 1397. Les seves filles Maria i Foiorenza foren consenyores de Milos (1406-1437 i 1410 a una data desconeguda)
Va morir el 1418 i del seu enllaç amb Fiorenza Sommaripa (filla del senyor de Paros) no va deixar mascles. El va succeir el seu germà Joan II Crispo.